# Барло (Стенвейкерланд)
Барло (нід. Baarlo) — селище в нідерландській провінції Оверейсел. Входить до муніципалітету Стенвейкерланд.
Його площа становить 3,95 км², а населення станом на 2021 рік складало 45 осіб.
Перша згадка про населений пункт датується 1219 роком.